# Citharognathus tongmianensis
Citharognathus tongmianensis é uma espécie de aranha pertencente à família Theraphosidae. Endêmica da China.